# 南緯17度線
南緯17度線（なんい17どせん）は、地球の赤道面より南に地理緯度にして17度の角度を成す緯線。大西洋、アフリカ、インド洋、オーストララシア、太平洋、南アメリカを通過する。
この緯度の下では、夏至点時の可照時間は13時間9分であり、冬至点時の可照時間は11時間7分である。

## 通過する地域一覧
南緯17度線は、本初子午線から東に向かって以下の場所を通っている。
| 地理座標                                               | 国土・領土・領海     | 備考 |
| ------------------------------------------------------ | -------------------- | --- |
| 南緯17度0分 東経0度0分 / 南緯17.000度 東経0.000度      | 大西洋               | |
| 南緯17度0分 東経11度46分 / 南緯17.000度 東経11.767度   | アンゴラ             | |
| 南緯17度0分 東経12度58分 / 南緯17.000度 東経12.967度   | ナミビア             | |
| 南緯17度0分 東経13度25分 / 南緯17.000度 東経13.417度   | アンゴラ             | |
| 南緯17度0分 東経22度40分 / 南緯17.000度 東経22.667度   | ザンビア             | ジンバブエとはカリバ湖内で国境を形成している緯線である。 |
| 南緯17度0分 東経27度48分 / 南緯17.000度 東経27.800度   | ジンバブエ           | |
| 南緯17度0分 東経32度53分 / 南緯17.000度 東経32.883度   | モザンビーク         | |
| 南緯17度0分 東経35度3分 / 南緯17.000度 東経35.050度    | マラウイ             | |
| 南緯17度0分 東経35度18分 / 南緯17.000度 東経35.300度   | モザンビーク         | |
| 南緯17度0分 東経39度5分 / 南緯17.000度 東経39.083度    | インド洋             | モザンビーク海峡 - フアン・デ・ノヴァ島（ フランス領南方・南極地域）のちょうど北を通過。 |
| 南緯17度0分 東経44度14分 / 南緯17.000度 東経44.233度   | マダガスカル         | |
| 南緯17度0分 東経49度33分 / 南緯17.000度 東経49.550度   | インド洋             | |
| 南緯17度0分 東経49度51分 / 南緯17.000度 東経49.850度   | マダガスカル         | サント・マリー島 |
| 南緯17度0分 東経49度53分 / 南緯17.000度 東経49.883度   | インド洋             | カルガドス・カラホス諸島（ モーリシャス）のちょうど南を通過。 |
| 南緯17度0分 東経122度21分 / 南緯17.000度 東経122.350度 | オーストラリア       | 西オーストラリア州 |
| 南緯17度0分 東経123度15分 / 南緯17.000度 東経123.250度 | キング海峡           | |
| 南緯17度0分 東経123度49分 / 南緯17.000度 東経123.817度 | オーストラリア       | 西オーストラリア州 ノーザンテリトリー クイーンズランド州 - 本土及びウェルズリー諸島 |
| 南緯17度0分 東経139度5分 / 南緯17.000度 東経139.083度  | カーペンタリア湾     | |
| 南緯17度0分 東経139度16分 / 南緯17.000度 東経139.267度 | オーストラリア       | クイーンズランド州 - ウェルズリー諸島 |
| 南緯17度0分 東経139度17分 / 南緯17.000度 東経139.283度 | カーペンタリア湾     | |
| 南緯17度0分 東経139度29分 / 南緯17.000度 東経139.483度 | オーストラリア       | クイーンズランド州 - ウェルズリー諸島 |
| 南緯17度0分 東経139度31分 / 南緯17.000度 東経139.517度 | カーペンタリア湾     | |
| 南緯17度0分 東経140度57分 / 南緯17.000度 東経140.950度 | オーストラリア       | クイーンズランド州 |
| 南緯17度0分 東経145度53分 / 南緯17.000度 東経145.883度 | 珊瑚海               | コーラル・シー諸島（ オーストラリア）を通過。 |
| 南緯17度0分 東経168度37分 / 南緯17.000度 東経168.617度 | バヌアツ             | シェパード諸島 |
| 南緯17度0分 東経168度38分 / 南緯17.000度 東経168.633度 | 太平洋               | |
| 南緯17度0分 東経177度20分 / 南緯17.000度 東経177.333度 | フィジー             | ヤサワ諸島 |
| 南緯17度0分 東経177度21分 / 南緯17.000度 東経177.350度 | 太平洋               | ブライ水道 |
| 南緯17度0分 東経178度42分 / 南緯17.000度 東経178.700度 | フィジー             | バヌアレブ島 |
| 南緯17度0分 東経178度46分 / 南緯17.000度 東経178.767度 | 太平洋               | コロ海 |
| 南緯17度0分 東経179度55分 / 南緯17.000度 東経179.917度 | フィジー             | タベウニ島 |
| 南緯17度0分 東経179度57分 / 南緯17.000度 東経179.950度 | 太平洋               | ラウ諸島（ フィジー）のちょうど北を通過。 マウピハア環礁（ フランス領ポリネシア）のちょうど南を通過。 ライアテア島（ フランス領ポリネシア）のちょうど南を通過。 フアヒネ島（ フランス領ポリネシア）のちょうど南を通過。 |
| 南緯17度0分 西経149度35分 / 南緯17.000度 西経149.583度 | フランス領ポリネシア | テティアロア環礁 |
| 南緯17度0分 西経149度32分 / 南緯17.000度 西経149.533度 | 太平洋               | タハネア環礁（ フランス領ポリネシア）のちょうど南を通過。 モツツンガ環礁（ フランス領ポリネシア）のちょうど北を通過。 テポト環礁（ フランス領ポリネシア）のちょうど南を通過。                                           |
| 南緯17度0分 西経143度5分 / 南緯17.000度 西経143.083度  | フランス領ポリネシア | 北マルテア環礁 |
| 南緯17度0分 西経143度4分 / 南緯17.000度 西経143.067度  | 太平洋               | レカレカ環礁（ フランス領ポリネシア）のちょうど南を通過。 |
| 南緯17度0分 西経72度6分 / 南緯17.000度 西経72.100度    | ペルー               | |
| 南緯17度0分 西経69度22分 / 南緯17.000度 西経69.367度   | ボリビア             | |
| 南緯17度0分 西経58度25分 / 南緯17.000度 西経58.417度   | ブラジル             | マットグロッソ州 ゴイアス州 ミナスジェライス州 バイーア州 |
| 南緯17度0分 西経39度10分 / 南緯17.000度 西経39.167度   | 大西洋               | |